# ザッツザプレンティ
ザッツザプレンティ（欧字名:That's the Plenty、2000年5月26日 - ）は、日本の競走馬、種牡馬。
2003年の菊花賞（GI）、ラジオたんぱ杯2歳ステークス（GIII）優勝馬である。
馬名は「こいつは最高だ」という意味で、父ダンスインザダークの最高傑作になることを期待して命名された。

## 戦績
デビューは2歳の2002年11月、京都競馬場の芝2000メートルでデビュー勝ち。以降2000メートル以上のレースのみを使われる。2戦目の京都2歳ステークスで2着に入ると、出世競走として知られるラジオたんぱ杯2歳ステークスに勝利する。同競走は1990年の第7回から2002年の第19回まで隔年ごとにGI優勝馬を輩出しており、ザッツザプレンティの勝利はその該当年だった。
翌2003年の初戦は武豊を迎えて弥生賞に出走。単勝1.5倍の1番人気に支持されるが、レース中に落鉄し0.3秒差の6着に敗退。次走の皐月賞から、同年3月に中央競馬へ移籍してきた安藤勝己を鞍上に迎えるも、いいところがなく8着に敗れる。東京優駿（日本ダービー）は7番人気ながら3着に食い込む。
3歳の秋、神戸新聞杯は5着に敗退。三冠最後の菊花賞は東京優駿（日本ダービー）2着で神戸新聞杯を圧勝したゼンノロブロイ、皐月賞2着のサクラプレジデント、春の二冠馬ネオユニヴァースら神戸新聞杯の上位3頭が人気を集めたが、4コーナーで先頭に立つと、リンカーン、ネオユニヴァースの追い込みを封じて勝利した。なお、この勝利はサンデーサイレンス孫世代で初のGI勝利である。重馬場となったジャパンカップでは、タップダンスシチーに9馬身離された2着に敗れるが、再度ネオユニヴァースに先着する。有馬記念は引っ掛かって先頭に立つなど調子を発揮できなかったため12頭立ての11着に敗れる。
2004年の初戦は阪神大賞典に出走し、リンカーンの2着。天皇賞（春）では3番人気の自身を始め、ネオユニヴァース、リンカーン、ゼンノロブロイの4歳馬4頭が上位人気に推されるが、イングランディーレの大逃げの前に16着に敗れる。金鯱賞で3着、宝塚記念で5着となった後、右前屈腱炎を発症し戦線を離れる。2005年の大阪-ハンブルクカップで復帰し4着。天皇賞（春）は岩田康誠騎乗で7番人気だったが10着に敗れた。レース後屈腱炎を再発し、引退が決まった。

## 競走成績
以下の内容は、netkeiba.comおよびJBISサーチに基づく。
| 年月日     | 競馬場 | 競走名             | 格   | 頭数 | 枠番 | 馬番 | 人気 （オッズ） | 人気 （オッズ） | 着順 | 騎手       | 斤量 | 距離（馬場）  | タイム （上り3F） | タイム差 | 勝ち馬/（2着馬）   |
| ---------- | ------ | ------------------ | ---- | ---- | ---- | ---- | --------------- | --------------- | ---- | ---------- | ---- | ------------- | ----------------- | -------- | ------------------ |
| 2002.11.02 | 京都   | 2歳新馬            |      | 10   | 8    | 10   | 17.3            | （4人）         | 1着  | 河内洋     | 54   | 芝2000m（良） | 2:01.8 (35.1)     | -0.6     | （スズカドリーム） |
| 0000.11.23 | 京都   | 京都2歳S           | OP   | 10   | 1    | 1    | 3.3             | （2人）         | 2着  | 後藤浩輝   | 55   | 芝2000m（良） | 2:01.2 (35.4)     | 0.1      | エイシンチャンプ   |
| 0000.12.21 | 阪神   | ラジオたんぱ杯2歳S | GIII | 14   | 5    | 9    | 5.2             | （2人）         | 1着  | 河内洋     | 55   | 芝2000m（不） | 2:04.5 (36.7)     | -0.7     | （チキリテイオー） |
| 2003.03.09 | 中山   | 弥生賞             | GII  | 11   | 2    | 2    | 1.5             | （1人）         | 6着  | 武豊       | 56   | 芝2200m（良） | 2:02.6 (35.6)     | 0.3      | エイシンチャンプ   |
| 0000.04.20 | 中山   | 皐月賞             | GI   | 18   | 6    | 11   | 6.6             | （5人）         | 8着  | 安藤勝己   | 57   | 芝2000m（良） | 2:02.2 (35.5)     | 1.0      | ネオユニヴァース   |
| 0000.06.01 | 東京   | 東京優駿           | GI   | 18   | 8    | 18   | 25.4            | （7人）         | 3着  | 安藤勝己   | 57   | 芝2400m（重） | 2:28.7 (35.7)     | 0.2      | ネオユニヴァース   |
| 0000.09.28 | 阪神   | 神戸新聞杯         | GII  | 13   | 4    | 5    | 10.0            | （4人）         | 5着  | 安藤勝己   | 56   | 芝2000m（良） | 2:00.4 (35.5)     | 0.9      | ゼンノロブロイ     |
| 0000.10.26 | 京都   | 菊花賞             | GI   | 18   | 4    | 8    | 20.5            | （5人）         | 1着  | 安藤勝己   | 57   | 芝3000m（良） | 3:04.8(35.8)      | -0.1     | （リンカーン）     |
| 0000.11.30 | 東京   | ジャパンC          | GI   | 18   | 2    | 4    | 14.0            | （5人）         | 2着  | 安藤勝己   | 55   | 芝2400m（重） | 2.30.2 (33.9)     | 1.5      | タップダンスシチー |
| 0000.12.28 | 中山   | 有馬記念           | GI   | 12   | 6    | 8    | 8.7             | （5人）         | 11着 | 安藤勝己   | 55   | 芝2500m（良） | 2.34.2 (39.3)     | 3.7      | シンボリクリスエス |
| 2004.03.21 | 阪神   | 阪神大賞典         | GII  | 9    | 5    | 5    | 3.0             | （2人）         | 2着  | 安藤勝己   | 58   | 芝3000m（良） | 3:08.6 (34.9)     | 0.2      | リンカーン         |
| 0000.05.02 | 京都   | 天皇賞（春）       | GI   | 18   | 1    | 1    | 5.0             | （3人）         | 16着 | 安藤勝己   | 58   | 芝3200m（良） | 3:20.8 (36.2)     | 2.4      | イングランディーレ |
| 0000.05.29 | 中京   | 金鯱賞             | GII  | 12   | 6    | 8    | 4.3             | （2人）         | 3着  | 安藤勝己   | 59   | 芝2000m（良） | 1:57.9 (35.1)     | 0.4      | タップダンスシチー |
| 0000.06.27 | 阪神   | 宝塚記念           | GI   | 15   | 3    | 5    | 10.8            | （5人）         | 5着  | M.デムーロ | 58   | 芝2200m（良） | 2:12.0 (35.8)     | 0.9      | タップダンスシチー |
| 2005.04.09 | 京都   | 大阪-ハンブルクC   | OP   | 12   | 5    | 6    | 3.6             | （1人）         | 4着  | M.デムーロ | 59   | 芝2500m（良） | 2:32.7 (34.8)     | 0.2      | ビックゴールド     |
| 0000.05.01 | 京都   | 天皇賞（春）       | GI   | 18   | 1    | 1    | 11.8            | （7人）         | 10着 | 岩田康誠   | 58   | 芝3200m（良） | 3.17.3 (35.3)     | 0.8      | スズカマンボ       |

## 引退後
2006年度より社台スタリオンステーションで供用され、2007年よりレックススタッドに移動した。産駒は2009年にデビューを迎え、2009年8月9日にシーズバレンタインが新潟競馬で優勝しJRA初勝利。しかし、2008年には早くも種付け頭数が一桁になるなど人気が出ず、これといった有力な産駒も現れていなかった。そのため、2010年の種付けシーズン終了後に種牡馬を引退。ノーザンホースパークで乗馬となる。その際、去勢手術を施され、せん馬になった。2017年より引退名馬繋養展示事業の対象となり、現在は南幌ライディングパークで繋養されている。

## 血統表
| ザッツザプレンティの血統                             | ザッツザプレンティの血統                             | ザッツザプレンティの血統                            | （血統表の出典）                                    | （血統表の出典） |
| 父系                                                 | サンデーサイレンス系（ヘイロー系）                   | サンデーサイレンス系（ヘイロー系）                  | サンデーサイレンス系（ヘイロー系）                  | [ § 2 ]          |
| 父 ダンスインザダーク 1993 鹿毛                      | 父の父*サンデーサイレンス Sunday Silence 1986 青鹿毛 | Halo                                                | Hail to Reason                                      | Hail to Reason   |
| 父 ダンスインザダーク 1993 鹿毛                      | 父の父*サンデーサイレンス Sunday Silence 1986 青鹿毛 | Halo                                                | Cosmah                                              |                  |
| 父 ダンスインザダーク 1993 鹿毛                      | 父の父*サンデーサイレンス Sunday Silence 1986 青鹿毛 | Wishing Well                                        | Understanding                                       | Understanding    |
| 父 ダンスインザダーク 1993 鹿毛                      | 父の父*サンデーサイレンス Sunday Silence 1986 青鹿毛 | Wishing Well                                        | Mountain Flower                                     |                  |
| 父 ダンスインザダーク 1993 鹿毛                      | 父の母*ダンシングキイ Dancing Key 1983 鹿毛          | Nijinsky                                            | Northern Dancer                                     | Northern Dancer  |
| 父 ダンスインザダーク 1993 鹿毛                      | 父の母*ダンシングキイ Dancing Key 1983 鹿毛          | Nijinsky                                            | Flaming Page                                        |                  |
| 父 ダンスインザダーク 1993 鹿毛                      | 父の母*ダンシングキイ Dancing Key 1983 鹿毛          | Key Partner                                         | Key to the Mint                                     | Key to the Mint  |
| 父 ダンスインザダーク 1993 鹿毛                      | 父の母*ダンシングキイ Dancing Key 1983 鹿毛          | Key Partner                                         | Native Partner                                      |                  |
| 母 *バブルプロスペクター Bubble Prospector 1984 栗毛 | 母の父Miswaki 1978 栗毛                              | Mr. Prospector                                      | Raise a Native                                      | Raise a Native   |
| 母 *バブルプロスペクター Bubble Prospector 1984 栗毛 | 母の父Miswaki 1978 栗毛                              | Mr. Prospector                                      | Gold Digger                                         |                  |
| 母 *バブルプロスペクター Bubble Prospector 1984 栗毛 | 母の父Miswaki 1978 栗毛                              | Hopespringseternal                                  | Buckpasser                                          | Buckpasser       |
| 母 *バブルプロスペクター Bubble Prospector 1984 栗毛 | 母の父Miswaki 1978 栗毛                              | Hopespringseternal                                  | Rose Bower                                          |                  |
| 母 *バブルプロスペクター Bubble Prospector 1984 栗毛 | 母の母*バブルカンパニー Bubble Company 1977 栗毛     | Lyphard                                             | Northern Dancer                                     | Northern Dancer  |
| 母 *バブルプロスペクター Bubble Prospector 1984 栗毛 | 母の母*バブルカンパニー Bubble Company 1977 栗毛     | Lyphard                                             | Goofed                                              |                  |
| 母 *バブルプロスペクター Bubble Prospector 1984 栗毛 | 母の母*バブルカンパニー Bubble Company 1977 栗毛     | Prodice                                             | Prominer                                            | Prominer         |
| 母 *バブルプロスペクター Bubble Prospector 1984 栗毛 | 母の母*バブルカンパニー Bubble Company 1977 栗毛     | Prodice                                             | Euridice F-No.1-b                                   |                  |
| 母系(F-No.)                                          | 1号族(FN:1-b)                                        | 1号族(FN:1-b)                                       | 1号族(FN:1-b)                                       | [ § 3 ]          |
| 5代内の近親交配                                      | Northern Dancer 4×4=12.5%、Raise a Native 5×4=9.38%  | Northern Dancer 4×4=12.5%、Raise a Native 5×4=9.38% | Northern Dancer 4×4=12.5%、Raise a Native 5×4=9.38% | [ § 4 ]          |
| 出典                                                 | 1. 2. 3. 4.                                          | 1. 2. 3. 4.                                         | 1. 2. 3. 4.                                         | 1. 2. 3. 4.      |

- 半姉
  - マニックサンデー（父サンデーサイレンス） - サンスポ賞4歳牝馬特別・産駒にエポワス（キーンランドカップ）[7]
  - バブルウイングス（父In the Wings） - 産駒に阪神ジュベナイルフィリーズを制したショウナンパントル[7]
- 近親
  - バブルガムフェロー（母バブルカンパニー） - 天皇賞（秋）など[7]